# Vitra Design Museum
O Vitra Design Museum é um museu de design localizado na cidade de Weil am Rhein, na Alemanha. É dedicado à pesquisa e apresentação de design, passado e presente, e examina a sua relação com arquitetura, arte e cultura cotidiana. O Vitra Design Museum apresenta, anualmente, duas importantes exposições temporárias, assim como pequenas mostras paralelas na  Vitra Design Museum Gallery, um espaço vizinho ao edifício principal.  
O trabalho do Vitra Design Museum baseia-se no seu acervo, que inclui não apenas objetos-chave da história do design, mas também propriedades de importantes nomes da área, como Charles e Ray Eames, George Nelson, Verner Panton e Alexander Girard. A biblioteca e o arquivo de documentos do museu estão disponíveis ao público, mediante solicitação.
Muitas das exposições do museu são desenvolvidas com designers de renome que cobrem temas contemporâneos altamente relevantes, como tecnologias futuras, sustentabilidade ou questões como mobilidade e conscientização social. As exposições são complementadas com um variado programa de eventos, visitas guiadas e oficinas.

## História
O Vitra Design Museum foi fundado em 1989 pela empresa Vitra e seu proprietário Rolf Fehlbaum, na cidade de Weil am Rhein, na Alemanha, em um edifício projetado pelo arquiteto californiano Frank Gehry. Originalmente concebido como um espaço privado, começou a produzir pequenas exposições exclusivas, como as individuais de Erich Dieckmann e Ron Arad. 
Na década de 1990, apresentou suas primeiras exposições de renome internacional, incluindo as retrospectivas de Charles e Ray Eames, Frank Lloyd Wright e Luis Barragan, além de exposições temáticas sobre o cubismo tcheco e o futuro da mobilidade. Paralelamente, iniciou o seu sistema de exposições itinerantes e começou a desenvolver suas próprias linhas de produtos para ajudar a financiar o programa de atividades culturais. 
Ao mesmo tempo, iniciou um processo de expansão contínua de sua coleção, além de fundar uma editora independente. De 1989 a 2010, o museu foi dirigido por seu fundador, Alexander von Vegesack. Desde 2011, é liderado por Mateo Kries e Marc Zehntner, mesmo ano em que inaugurou um segundo espaço expositivo, a Vitra Design Museum Gallery.

## Coleção
O Vitra Design Museum possui uma extensa coleção de objetos de design, que formam a base de diversas exposições, publicações e projetos de pesquisa. O foco da coleção consiste no design de mobiliário industrial e design de iluminação - nestas áreas, as aquisições únicas do museu são de importância internacional. Eles são complementados por grupos menores de objetos, incluindo talheres, eletrodomésticos  e modelos arquitetônicos. A coleção do Eames Office, bem como as propriedades de designers proeminentes, como Alexander Girard, Anton Lorenz, George Nelson e Verner Panton também são mantidas pelo Vitra Design Museum. A preservação especializada da coleção é assegurada pela própria oficina de conservação do museu. Um extenso arquivo de documentos e uma biblioteca complementam a coleção, que está em constante expansão. O Vitra Design Museum regularmente oferece empréstimos para outros museus e galerias, incluindo parceiros de renome, como o Centro Georges Pompidou, Paris e o Museu de Arte Moderna de Nova York.

### Mobiliário
O acervo de mobiliário do Vitra Design Museum abrange as principais épocas, temas e protagonistas do design industrial de móveis. As principais coleções cobrem aproximadamente 7.000 objetos, com ênfase nas seguintes áreas: 
- O começo do design moderno no século XIX (por exemplo: mobiliário de madeira curvado, Secessão de Viena, mobiliário de patentes americanas, Associação Alemã de Artesãos)
- Modernismo clássico (Bauhaus, De Stijl e outros)
- Design pós-guerra (por exemplo: design da Escandinávia e Itália, designers americanos como Eames, Nelson, Girard e outros)
- Tendências dos anos 1960 e 1970 (Design Radical, objetos experimentais de plástico, móveis modulares, novos conceitos de escritório Tendências pós-modernas (Memphis, Droog Design e outros)
- Design contemporâneo (design crítico, artesanato contemporâneo, design assistido por computador, DIY, design sustentável)[2]

### Design de Iluminação
A coleção de iluminação do Vitra Design Museum consiste em aproximadamente 1.000 objetos. Inclui muitos clássicos do século XX, como a lendária lâmpada "WG24", de Wilhelm Wagenfeld (1924), ou a lâmpada "Tizio", de Richard Sapper (1972), mas também peças raras, protótipos e one-offs. A coleção de iluminação documenta a combinação de inovação tecnológica e design estético, e demonstra o fascínio que muitos designers têm para os aspectos psicológicos e filosóficos da luz.

### Outras Coleções
Por suas exposições nas últimas décadas, o Vitra Design Museum desenvolveu uma importante coleção de modelos arquitetônicos que foram construídos nas próprias oficinas de modelagem do museu. Inclui modelos de obras de arquitetos como Ludwig Mies van der Rohe, Marcel Breuer, Le Corbusier, Frank Lloyd Wright e outros. A coleção de eletrônicos inclui obras de Dieter Rams para Braun e outros objetos de design importantes do século XX. Outra coleção especial é dedicada a talheres.

## Biblioteca
A Biblioteca do Vitra Design Museum é um espaço de pesquisa para design e arquitetura, especializada em mobiliário de design e sua influência na arquitetura de interiores do início da indústria até o presente. Além disso, a biblioteca inclui uma área relacionada à aplicação de artes, perspectivas, planejamento urbano, humanidades e ciências sociais e aplicadas.

## Arquivo e Propriedade
As propriedades de designers proeminentes como Charles & Ray Eames, Alexander Girard, Anton Lorenz, George Nelson e outros são mantidos no arquivo do Vitra Design Museum. Os arquivos também incluem publicações da empresas, folhetos, cartazes, documentos de patente e desenhos.

## Restauração
A conservação e restauração de objetos da coleção e arquivo do Vitra Design Museum é supervisionada pela própria oficina de conservação do museu. Um foco especial desse trabalho é dedicado aos problemas advindos do envelhecimento de materiais plásticos. Em colaboração com institutos internacionais de pesquisa, universidades e outros museus, o workshop de conservação do Vitra Design Museum está constantemente adquirindo novos conhecimentos nessa área.

## Coleção Online
A coleção on-line do Vitra Design Museum inclui informações detalhadas sobre objetos selecionados da coleção tradicional do museu e será continuamente expandidas nos próximos anos. Na página do site, o visitante não encontrará apenas informações detalhadas sobre cada objeto, mas também textos explicativos e materiais de imagem, biografias dos designers mais importantes, bem como textos sobre a história de importantes fabricantes de móveis.